# Kinixys spekii
Kinixys spekii – gatunek żółwia z rodziny żółwi lądowych (Testudinidae) i podrzędu żółwi skrytoszyjnych.

## Etymologia
Epitet gatunkowy spekii został nadany na cześć angielskiego odkrywcy Johna Hanninga Speke’a (1827–1864).

## Wygląd
K. spekii ma wydłużony pancerz, do 20 cm długości, który jest wyraźnie spłaszczony, co pozwala mu szukać schronienia w szczelinach skalnych i pod kłodami. Gatunek ten ma dobrze rozwinięty zawias na tylnym końcu górnej części skorupy, umożliwiający ochronę tylnych nóg po ich złożeniu. Samiec ma znacznie dłuższy ogon niż samica tego gatunku, a ogony kończą się kolcem. U samic plastron jest płaski, a u samców bardziej wklęsły.

## Występowanie
Żółw ten występuje w Afryce na południe od równika – od Ugandy i Kenii na południe po Mozambik, północną i północno-wschodnią RPA oraz Eswatini, na zachód po północną Angolę i północno-wschodnią Namibię.

## Środowisko
K. spekii zamieszkuje sawanny i suche zarośla z obszarami skalistymi, gdzie może wykorzystać szczeliny w skałach i nory ssaków jako schronienie. W Zimbabwe zaobserwowano, że w porze suchej chętniej zamieszkuje bardziej zalesione obszary, a gdy nadchodzą letnie deszcze, przenosi się na sawanny.

## Dieta
K. spekii żeruje na drobnych kwiatach, liściach, trawie, ziołach, sukulentach i grzybach. Zjada także ślimaki i inne małe bezkręgowce, szczególnie preferując wije.

## Rozmnażanie
Sezon lęgowy trwa od listopada do kwietnia. Samica składa do 6 jaj (zwykle 3 lub 4).